# (6787) 1991 PF15
(6787) 1991 PF15 (1991 PF15, 1971 OG1, 1974 LG, 1981 PR, 1981 RX2, 1985 YH2) — астероїд головного поясу, відкритий 7 серпня 1991 року.
Тіссеранів параметр щодо Юпітера — 3,625.